# OKK Spars Sarajevo
El OKK Spars Sarajevo (en cirílico ОКК Спарс Сарајево) es un club de baloncesto de Bosnia y Herzegovina con sede en la ciudad de Sarajevo. Fue fundado en 2005. Actualmente participa en la máxima categoría del baloncesto bosnio, la Premijer Liga, y también en la ABA Liga 2. Disputa sus partidos en el Dvorana Novo Sarajevo, con capacidad para 500 espectadores.

## Historia
El club se creó en el verano de 2005, con equipos en todas las categorías de edad. Compitió en divisiones inferiores hasta que en 2011 logró el ascenso a la A1 Liga, la segunda división del país, y dos años más tarde conseguiría acceder a la máxima categoría, al proclamarse campeón.